# Deepstaria enigmatica
Deepstaria enigmatica Russell, 1967 è una specie di scifomedusa della famiglia Ulmaridae.
Si tratta della specie tipo descritta da F. S. Russell nel 1967.
L'olotipo venne catturato da una missione del sommergibile Deep Star 4000 alla profondità di 723 m. L'esemplare venne preso il 22 ottobre 1966 da Eric G. Barham, George Pickwell e Ronald Church nella faglia di San Diego.

## Descrizione
Come le altre meduse Deepstaria, le D. enigmatica sono riconoscibili dal loro corpo molto sottile, con un'ombrella estesa –anche di alcuni metri– e l'assenza di tentacoli. Si sposta facendo ondulare l'ombrella a forma di sacco, che usa anche per nutrirsi, intrappolandovi le prede prima di portarle nella cavità gastrovascolare. 
La specie ha la particolarità di avere l'ombrella ricoperta da una rete uniforme di canali, parte del sistema digestivo distribuito sull'intero corpo.

## Distribuzione e habitat
Vivono negli abissi marini di tutti gli oceani, dal Golfo del Messico all'Oceano Indiano e fino ai mari australi, con esemplari avvistati a oltre 2600 m di profondità.